# علم النفس الرياضي

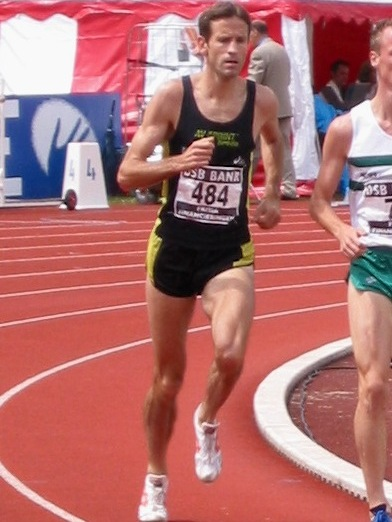
بطولة هولندا للحواجز

علم النفس الرياضي من الاختصاصات في علم النفس التي تدرس العوامل النفسية في الأداء الرياضي من أجل تحسين أداء الرياضي، حيث يهتم بفهم ودراسة العوامل النفسية التي تؤثر على أداء الرياضيين، ويهدف علم النفس الرياضي إلى تحسين الأداء الرياضي وتطوير القدرات العقلية والنفسية المرتبطة بالرياضة، وتتضمن مجالات دراسة علم النفس الرياضي عدة مواضيع مختلفة مثل التحفيز والتركيز، وإدارة الضغوط والتوتر، وتعزيز الثقة بالنفس، وتحسين التواصل والعلاقات بين الرياضيين، والتحكم في الانفعالات والتحفيز الذاتي، وتحقيق الأهداف وتعزيز الانضباط الذاتي، وعلاج الإصابات النفسية وتجاوز الهزائم.

## مهام علم نفس الرياضي
- رفع المستوى الرياضي: استغلال طاقاته بشكل أفضل للرفع من مستواه.
- فهم السلوك الرياضي وتفسيره، ومعرفة أسباب حدوث السلوك الرياضي، والعوامل التي تؤثر فيه.
- لتنبؤ بما سيكون عليه السلوك الرياضي، وذلك استنادً إلى معرفة العلاقات الموجودة بين الظواهر الرياضية ذات العلاقة بهذا المجال.
- ضبط السلوك الرياضي والتحكم فيه بتعديله وتوجيهه وتحسينه إلى ما هو مرغوب فيه
- اكتساب الأصدقاء - التأثير على الآخرين - ضبط الغضب.

## أهمية علم النفس الرياضي

##### تعزيز الأداء الرياضي:
يساعد علم النفس الرياضي الرياضيين على تطوير تقنيات التفكير الإيجابي وتحسين التحصيل الرياضي. يمنحهم القدرة على التعامل مع التحديات والضغوط الموجودة في المنافسات الرياضية وتحقيق الأهداف المرجوة.

##### تنمية المهارات العقلية:
يعمل علم النفس الرياضي على تحسين مهارات الاتصال والتركيز والتحكم في الضغوط النفسية وتحسين التحفيز الذاتي وتطوير التفكير الإبداعي وحل المشكلات.

##### تعزيز الثقة بالنفس:
يساعد علم النفس الرياضي الرياضيين على بناء ثقة قوية بأنفسهم ورفع مستوى ثقتهم بالقدرات الرياضية الخاصة بهم. هذا يساعدهم على التحمل من الإخفاقات والتعلم منها بدلاً من الانهزام.

##### إدارة المشاعر والضغوط:
يعالج علم النفس الرياضي كيفية التعامل مع المشاعر العاطفية المختلفة والضغوط النفسية التي يواجها الرياضيون. يمكن لتقنيات إدارة الضغوط النفسية أن تساعد الرياضيين على الحفاظ على توازنهم العقلي والعاطفي في الأوقات الصعبة.

##### تحسين الصحة العامة:
توفر دراسات علم النفس الرياضي أيضًا فهمًا أعمق لفوائد النشاط البدني والتمرين على الصحة العقلية العامة والرفاهية.

## رفع المستوى الرياضي
يسهم علم النفس الرياضي في زيادة مستوى الدافعية نحو تحقيق إنجاز أفضل وذلك من خلال مراعاة حاجات الرياضيين ورغباتهم والتذكير بالمكاسب المهمة والشهرة التي يمكن أن يحصلوا عليها عند تحقيق الإنجازات العالية.
Y ثبات المستوى الرياضي:
كثيرًا ما يختلف مستوى اللاعب في التدريب عن مستواه في المباراة!.
وهنا يظهر دور الإعداد النفسي للرياضي من قبل الأخصائي النفسي التربوي الرياضي في البرنامج التدريبي للتخلص من الرهبة التي تصيب اللاعب أمام الجمهور، وخصوصًا في المباريات المصيرية.
Y تكوين الميول والرغبات:
إن الدراسة التي يقدمها علم النفس الرياضي للميول والرغبات لمختلف الفئات العمرية للجنسين تساهم بشكل جدى في تنمية الاتجاهات وتطويرها نحو ممارسة الأنشطة الرياضية التي تخدم الإنسان والمجتمع على حدٍ سواء.
ومن خلال ما سبق، يتبين أن المهتمين بالسلوك الرياضي ما زالوا يدرسون موضوعات مهمة في علم النفس الرياضي، مثل: الشخصية - الدافعية - الضغوط النفسية - الاحتراق النفسي - الاحتراف - العنف الرياضي - العدوان الرياضي - حركة الجماعة - أفكار ومشاعر الرياضيين والعديد من الأبعاد الأخرى الناتجة عن الاشتراك في الرياضة والنشاط البدني.

## الأخصائي النفسي الرياضي
هو الحاصل على درجة البكالوريوس في تخصص علم النفس الرياضي من كلية التربية الرياضية أو كلية التربية البدنية وعلوم الرياضية يأتي دور أخصائي النفسي الرياضي، الذي يعمل على مساعدة الرياضيين في تحسين قدراتهم النفسية والعاطفية لتحقيق أهدافهم الرياضية. يتعاون أخصائي النفسي الرياضي مع الرياضيين لمساعدتهم على تطوير تقنيات إدارة الضغوط وتحسين التركيز وتعزيز الثقة في النفس وتوفير الحلول لمشاكل الأداء النفسي.

## اقرأ أيضًا
- حركات الجسم
- تعويض مثالي
- الموجة المكسيكية (أسلوب تشجيع)